# Mischocarpus
Mischocarpus es un género de 15 especies de árboles perteneciente a la familia  Sapindaceae. Son nativos de Australia y Malasia. Las especies Australianas (que son nueve) se encuentran en las selvas lluviosas de Nueva Gales del Sur y Queensland. 

## Especies
- Mischocarpus anoduntus
- Mischocarpus australis
- Mischocarpus lachnocarpus
- Mischocarpus pyriformis

## Sinónimo
- Mischocodon